# 前629年
| 千纪： | 前1千纪 |
| 世纪： | 前8世纪 \| 前7世纪 \| 前6世纪 |
| 年代： | 前650年代 \| 前640年代 \| 前630年代 \| 前620年代 \| 前610年代 \| 前600年代 \| 前590年代                                                                                                 |
| 年份： | 前634年 \| 前633年 \| 前632年 \| 前631年 \| 前630年 \| 前629年 \| 前628年 \| 前627年 \| 前626年 \| 前625年 \| 前624年                                                                   |
| 纪年： | 周襄王二十三年 魯僖公三十一年 齊昭公四年 晉文公八年 秦穆公三十一年 宋成公八年 楚成王四十三年 衛成公六年 陳共公三年 蔡庄侯十七年 曹共公二十四年 郑文公四十四年 燕襄公二十九年 杞桓公八年 |

## 大事记
- 春季，魯國取得濟水以西的田地，亦即割分曹國的土地。[1]
- 秋季，晉國在清原舉行蒐禮，增加兵力成為五軍，以防備狄人，並任命趙衰為卿。[1]
- 衛國為避狄人侵擾，遷都帝丘（今河南濮陽）。
- 鄭國公子瑕出奔楚國。